# Nawzad (Distrikt)

Nawzad in der Provinz Helmand

Nawzad (paschtunisch نوزاد) ist ein Distrikt in der afghanischen Provinz Helmand. Die Fläche beträgt 5.318 Quadratkilometer und die Einwohnerzahl 101.270 (Stand: 2022). Nach Angaben der staatlichen Statistikbehörde Central Statistics Organization (CSO) lebten 2012 49.500 Einwohner in dem Distrikt. Der Sitz der Verwaltung ist die gleichnamige Stadt Nawzad.